# (9602) Oya
(9602) Oya es un asteroide perteneciente al cinturón de asteroides, región del sistema solar que se encuentra entre las órbitas de Marte y Júpiter, descubierto el 31 de octubre de 1991 por Tetsuya Fujii y el también astrónomo Kazuro Watanabe desde el Observatorio de Kitami, Hokkaidō, Japón.

## Designación y nombre
Designado provisionalmente como 1991 UU3. Fue nombrado por Reinosuke Oya (n. 1923) quien condujo al éxito de la tercera Conferencia Internacional de Astronomía Oriental, celebrada en la ciudad de Fukuoka en octubre de 1998 con una exposición sobre la historia de la astronomía en Asia oriental desde los tiempos antiguos hasta los modernos.

## Características orbitales
Oya está situado a una distancia media del Sol de 2,282 ua, pudiendo alejarse hasta 2,649 ua y acercarse hasta 1,915 ua. Su excentricidad es 0,161 y la inclinación orbital 2,227 grados. Emplea 1259,18 días en completar una órbita alrededor del Sol.

## Características físicas
La magnitud absoluta de Oya es 14,48. Tiene 5,436 km de diámetro y su albedo se estima en 0,165. 